# SELF CONTROL (オム・ジョンファのアルバム)
SELF CONTROL （セルフ コントロール）はオム・ジョンファ の8枚目のオリジナルアルバム。2004年2月17日にSony Musicよりリリースされた。

## 解説
- 前作から約2年半ぶりのオリジナルアルバムの発表となった。
- 彼女の作品では初めて2枚組としてリリース。それぞれ「SELF SIDE」「CONTROL SIDE」と名付けられている。
- 当時本人の音楽志向が強く反映された「SELF SIDE」はエレクトロニカが中心。「CONTROL SIDE」はチュ・ヨンフンらによる王道韓国歌謡が収められている。
- 日本からはAnisが参加、「IN THIS RAIN」でデュエットをしている。また「ETERNITY（ELECTRONIC BOSSA MIX)」をURUが担当している。
- 「SELF SIDE」のエレクトロニカという音楽性から、「クラブで遊ぶ人に楽しんでもらいたい」というコンセプトで、CDリリース直前に狎鴎亭にあるクラブでショーケースが行われ楽曲が披露された。

## 収録曲

### SELF SIDE
1. EVERYTHING IS CHANGED - Intro
2. ETERNITY
1曲目の活動曲。2004年11月12日に大阪で行われたPOP ASIA 2004へ参加した際にも披露。
3. FLYING
4. UNION OF THE SNAKE
RollerCoasterとのコラボレーション。
5. LOVE ME
6. 今もあなたを想って (原題：지금도 널 바라보며）
7. IN THIS RAIN
Anisとのデュエット。
8. 春 (原題：봄）
9. ETERNITY (ELECTRONIC BOSSA MIXED BY URU

### CONTROL SIDE
1. EROS
2曲目の活動曲。Eternity同様、POP ASIA 2004でも披露。
2. GOOD-BYE MY LOVE
3. CRUSH
4. 違うの？ (原題：아닌가요）
ドラマ「12月の熱帯夜」のアジアドラマチックTV★So-netでの放映時にエンディングとして使用された。
5. シンデレラ (原題：신데렐라）
6. ごめんね (原題：미안해）
7. 私たち、もう一度 (原題：우리 다시）
8. ジレンマ (原題：딜레마）
9. 愛は狂気の沙汰だ (原題：사랑은, 미친 짓이다）
10. BOY
11. WACKO